# 울새
울새는 참새목 솔딱새과의 나그네새이다. 먹이는 곤충이다. 동화 《비밀의 화원》에서 주인공 메리의 친구로 나온 꼬까울새와 같은 속에 있다.

## 형태정보

### 크기
약 13cm 정도의 크기이다.

### 채색과 무늬
암수의 모양이 같다. 머리와 등, 날개는 연한 녹색을 띤 갈색이며 위꼬리덮깃과 꼬리는 적갈색이다. 턱 아래 부위, 가슴, 배는 흰색바탕에 갈색의 비늘무늬가 있다. 쇠유리새 암컷과 유사하다.

### 주요 형질
눈테는 흰색이며, 꼬리는 적갈색이다. 멱과 목, 배에 갈색 비늘무늬가 있다. 부리는 얇고 뾰족하며, 다리가 길다.

## 생태정보

### 서식지
울창한 산림에서 생활한다.

### 먹이습성
주로 곤충류를 먹는다.

### 행동습성
꼬리를 아래위로 떠는 습성이 있다. 낙엽을 파해처 그안에 숨은 곤충을 잡아먹는다. 어두운 장소를 좋아하여 관찰이 쉽지 않다.

## 분포
시베리아 남부, 우수리, 사할린, 중국 중동부에서 번식하고, 중국 남부, 베트남, 태국에서 월동한다.
봄, 가을 한국의 산림에서 흔하게 관찰되는 나그네새이다.